# Juha Tapio

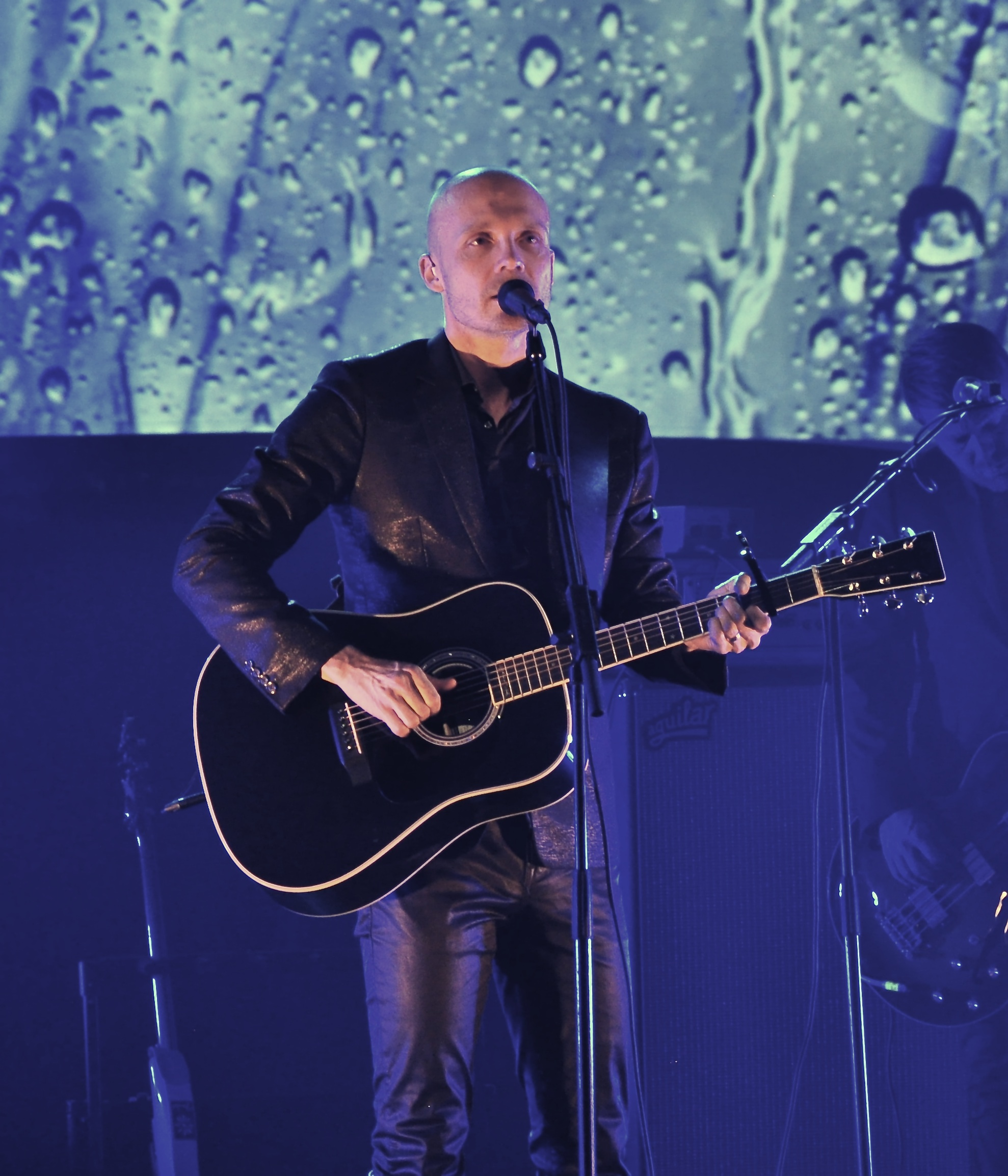
Juha Tapio, Musikzentrum Kuopio, November 2013

Juha Leevi Antero Tapio (* 5. Februar 1974 in Vaasa) ist ein finnischer Pop-Sänger, Songwriter und Gitarrist.

## Karriere
Die ersten Schritte als Musiker machte Juha Tapio bereits mit 13 Jahren in Ylistaro, wo er mit seiner ersten Band Rockmusik spielte. Sein erstes, 1999 veröffentlichtes Soloalbum Tuulen valtakunta (fin. Das Reich des Windes), wie auch das zweite Tästä kaikesta (fin. Von alledem) werden allerdings zum Pop gezählt. Durch die stark christlich gefärbten Texte haben diese Alben auch in den Konfirmationsunterricht Einzug gehalten.
Später wandte sich Tapio aber wieder dem Weltlichen zu. Das 2003 veröffentlichte Mitä silmät ei nää (fin. Was die Augen nicht sehen) war sein erstes „weltliches“ Album, mit dem er auch den Durchbruch geschafft hat. Das 2005 folgende Ohikiitävää (fin. Flüchtig) erreichte bereits Goldstatus.
Platinstatus erreichten die fünf folgenden Alben. Hyvä voittaa (fin. Alles Gute) von 2011 knackte die Platin-Grenze bereits zwei Tage nach Erscheinung.

## Preise und Auszeichnungen
2007 wurde Juha Tapio zusammen mit der Sängerin und Schauspielerin Maria Ylipää durch Kirkon Ulkomaanapu (die zweitgrößte finnische Organisation für Entwicklungshilfe, kirchlich) als „Gesandter der Hoffnung“ ausgezeichnet.
Im Jahre 2009 wurde er mit dem Emma-Preis für den besten männlichen Solisten ausgezeichnet. 2014 wurde er bester männlicher Künstler im Schlagerwettbewerb Iskelmä-Gaala, und sein Album Lapislatsulia erhielt den Emma-Preis für das beste Schlageralbum.

## Privates
Juha Tapio ist ausgebildeter Schullehrer und wohnt in Tuusula. Er ist mit Raija Tapio (geb. Mattila) verheiratet und hat zwei Söhne, Mikael und Akseli. Er legt großen Wert darauf, Öffentliches und Privates zu trennen, und spricht in Interviews nie über seine Familie.

## Diskografie

### Alben
| Jahr | Titel                 | Höchstplatzierung, Gesamtwochen, AuszeichnungChartsChartplatzierungen (Jahr, Titel, Platzierungen, Wochen, Auszeichnungen, Anmerkungen) | Anmerkungen                              |
| Jahr | Titel                 | FI | Anmerkungen                              |
| ---- | --------------------- | --- | ---------------------------------------- |
| 2003 | Mitä silmät ei nää    | FI7 (9 Wo.)FI | Erstveröffentlichung: 4. August 2003     |
| 2005 | Ohikiitävää           | FI11 Gold · (21 Wo.)FI | Erstveröffentlichung: 30. März 2005      |
| 2006 | Kaunis ihminen        | FI2 Platin · (24 Wo.)FI | Erstveröffentlichung: 9. Oktober 2006    |
| 2008 | Suurenmoinen elämä    | FI2 Platin · (31 Wo.)FI | Erstveröffentlichung: 9. September 2008  |
| 2011 | Hyvä voittaa          | FI1 ×2Doppelplatin · (32 Wo.)FI | Erstveröffentlichung: 21. September 2011 |
| 2012 | Joululauluja          | FI4 Platin · (7 Wo.)FI | Erstveröffentlichung: 16. November 2012  |
| 2013 | Lapislatsulia         | FI2 ×2Doppelplatin · (33 Wo.)FI | Erstveröffentlichung: 11. Oktober 2013   |
| 2015 | Sinun vuorosi loistaa | FI1 Gold · (29 Wo.)FI | Erstveröffentlichung: 9. Oktober 2015    |
| 2018 | Kuka näkee sut        | FI1 (20 Wo.)FI | Erstveröffentlichung: 13. April 2018     |
| 2019 | Pieniä taikoja        | FI2 (10 Wo.)FI | Erstveröffentlichung: 15. Februar 2019   |
| 2023 | Elävien maassa        | FI2 (7 Wo.)FI | Erstveröffentlichung: 24. Februar 2023   |

Weitere Studioalben
- Tuulen valtakunta (1999)
- Tästä kaikesta (2001)

### Kompilationen
| Jahr | Titel                             | Höchstplatzierung, Gesamtwochen, AuszeichnungChartsChartplatzierungen (Jahr, Titel, Platzierungen, Wochen, Auszeichnungen, Anmerkungen) | Anmerkungen                              |
| Jahr | Titel                             | FI | Anmerkungen                              |
| ---- | --------------------------------- | --- | ---------------------------------------- |
| 2009 | Suurenmoinen kokoelma 1999 – 2009 | FI1 ×2Doppelplatin · (26 Wo.)FI | Erstveröffentlichung: 21. September 2009 |
| 2011 | Tähtisarja – 30 suosikkia         | FI23 (3 Wo.)FI | Erstveröffentlichung: 14. Oktober 2011   |
| 2014 | Sitkeä sydän – Suurimmat hitit    | FI5 (25 Wo.)FI | Erstveröffentlichung: 24. Oktober 2014   |
| 2016 | Loistava Kokoelma                 | FI2 (17 Wo.)FI | Erstveröffentlichung: 23. Juni 2016      |

### Singles (Auswahl)
| Jahr | Titel Album                       | Höchstplatzierung, Gesamtwochen, AuszeichnungChartsChartplatzierungen (Jahr, Titel, Album, Platzierungen, Wochen, Auszeichnungen, Anmerkungen) | Anmerkungen                                          |
| Jahr | Titel Album                       | FI | Anmerkungen                                          |
| ---- | --------------------------------- | --- | ---------------------------------------------------- |
| 2008 | Kaksi puuta Suurenmoinen elämä    | FI3 Gold · (16 Wo.)FI |                                                      |
| 2011 | En mitään, en ketään Hyvä voittaa | FI19 (1 Wo.)FI | Erstveröffentlichung: 20. Juli 2011                  |
| 2019 | Hiljaisii heeroksii –             | FI15 (1 Wo.)FI | Erstveröffentlichung: 7. Dezember 2019 mit Ellinoora |
| 2021 | Valitsisin sut –                  | FI19 (1 Wo.)FI | Erstveröffentlichung: 16. September 2021             |